# Young Dutch Sam
Young Dutch Sam (* 30. Januar 1808 in London, Vereinigtes Königreich; † 4. November 1843 in Greater London, Vereinigtes Königreich) war ein englischer Boxer in der Bare-knuckle-Ära. Im Weltergewicht antretend gewann er im Alter von nur 15 Jahren gegen Bill Dean in nur 45 Minuten.

## Ehrungen
Sam wurde nur 35 Jahre alt. 2002 wurde er in die International Boxing Hall of Fame und 2018 in die International Jewish Sports Hall of Fame aufgenommen.